# Jesús Amaya
Jesús Armando Amaya Contreras (Bogota, 24 augustus 1969) is een Colombiaanse golfprofessional.
Hij werkte als caddie op de Club Popular de Golf La Florida voordat hij in 1991 professional werd. Hij won veel toernooien, waarvan 7 op de Tour de las Americas. Hij won drie keer het Colombia Open en vertegenwoordigde zijn land vijf keer bij de World Cup..

## Gewonnen

### Tour de las Americas
- 2000: Coast Open (Argentinië), Brazil Open
- 2002: Medellín Open (Colombia), Microsoft Serrezuela Masters (Colombia), Venezuela Open
- 2007: Venezuela Open
- 2010: Abierto Internacional de Golf Copa Sura (Colombia)

### PGA Colombia
- 1993: Colombia Open
- 1994: Caribbean Open (Barranquilla)
- 2003: Los Andes GC Open, Pereira Open
- 2004: Barranquilla Open, Colombia Open, Petrolero Open, CC Cali Open, CC Guaymaral Tournament (met Gustavo Mendoza)
- 2005: Serrezuela Open, Pueblo Viejo CC Open, Farallones Open, CC Medellín Open, Colombia Open, Caribbean Open (Barranquilla), GC Peñalisa Open, Carmel Club Open
- 2006: CC Armenia Open, Manizales Open, Serrezuela Open, Colombian National Championship, GC Peñalisa Open
- 2007: CC Cali Open
- 2008: CC La Sabana Open, CC El Rancho Open, Carmel Club Open

## Teams
- World Cup: 1995, 1997, 1999, 2000, 2002